# خافيير دي غريغوريو
خافيير دي غريغوريو (بالإسبانية: Javier di Gregorio) هو لاعب كرة قدم ومدرب كرة قدم أرجنتيني وتشيلي، ولد في 23 يناير 1977 في مندوزا في الأرجنتين. شارك مع منتخب تشيلي لكرة القدم. أما مع النوادي، فقد لعب مع نادي كوكيمبو أونيدو وهواتشيباتو.

## وصلات خارجية
- خافيير دي غريغوريو على موقع الاتحاد الدولي (مؤرشف)  (الإنجليزية)
- خافيير دي غريغوريو على موقع قاعدة بيانات كرة القدم.إي يو (الإنجليزية)
- خافيير دي غريغوريو على موقع ناشيونال فوتبول تيمز (الإنجليزية)
- خافيير دي غريغوريو على موقع أوليمبيديا (الإنجليزية)